# Jan Bloemendal
Jan Bloemendal (* 23. Juni 1961) ist ein niederländischer Altphilologe und neulateinischer Philologe sowie Niederlandist.

## Leben
Nach dem Studium der Altphilologie und der Niederlandistik an der Universität Utrecht arbeitete Bloemendal zunächst als Lehrer in Amersfoort. 1997 wurde er mit einer Dissertation über Daniel Heinsius’ Tragödie Auriacus, sive Libertas saucia (Oranje oder die verwundete Freiheit) promoviert. Zwischen 2000 und 2005 erarbeitete er am Huygens Instituut voor Nederlandse Geschiedenis (Huygens ING) eine kommentierte Edition der Poeticae Institutiones des Gerardus Johannes Vossius. Von Mai 2004 an war er am Institut Griekse en Latijnse Talen en Culturen der Universiteit van Amsterdam Projektleiter des von der Nederlandse Organisatie voor Wetenschappelijk Onderzoek geförderten Forschungsprojekts Latin and Vernacular Cultures. Theatre and public opinion in the Netherlands ca 1510–1625. Von 2006 bis 2012 hatte er dort eine Professur für Neolatinistik inne. Daneben war er seit 2000 (Senior) Researcher am Huygens ING. Seit dem Wintersemester 2017/18 ist er als Privatdozent an der Ruhr-Universität Bochum angestellt und seit 2023 ist er außerplanmäßiger Professor dort.

## Arbeitsgebiete
Bloemendal arbeitet zur lateinischen Literatur der frühen Neuzeit und insbesondere zum Theater (Daniel Heinsius), zur Poetik (Gerhard Johannes Vossius) und zur Rezeption dieser Zeit. Darüber hinaus ist er Sekretär der niederländischen Erasmus-Ausgabe.

## Schriften (Auswahl)
- (Hrsg.): Daniel Heinsius, Auriacus, sive Libertas saucia (1602). Editie met vertaling, inleiding en commentaar. Voorthuizen 1997 (= Diss. Utrecht).
- mit Jan W. Steenbeek (Hrsg.): Daniel Heinsius, De verachting van de dood – De contemptu mortis. Vertaling door Jan Bloemendal en Jan W. Steenbeek. Tekst, inleiding en commentaar door Jan Bloemendal. Uitgeverij Prometheus / Bert Bakker, Amsterdam 2005.
- mit Edwin Rabbie (Hrsg.): Gerardus Johannes Vossius, Poeticarum institutionum libri tres / Three Books on Poetics. Leiden, 2010.
- mit Arjan C. van Dixhoorn und Elsa Strietman (Hrsg.): Literary Cultures and Public Opinion in the Low Countries, 1400–1650. Leiden 2011.
- mit Howard Norland (Hrsg.): Neo-Latin Drama and Theatre in Early Modern Europe. Leiden 2012.
- mit Philip Ford und Charles Fantazzi (Hrsg.): Brill’s Encyclopedia of the Neo-Latin World. Leiden 2014.
- (Hrsg.): Bilingual Europe: Latin and Vernacular Cultures – Examples of Bilingualism and Multilingualism c. 1300–1800. Leiden 2015.
- (Hrsg.): Erasmus, In evangelium Lucae paraphrasis. Leiden 2018.
- (Hrsg.): Johannes Reuchlin’s Scaenica progymnasmata or Henno (1498) and Jacob Spiegel’s Commentary (1512). Neo-Latin Comedy and Transnational Learning. Trier 2024.